# 西蒙·凱斯安尼斯
西蒙·凱斯安尼斯（英語：Simon Kassianides，1979年8月7日—）是英國的一位演員、導演、製作人和影視作家。他出生在倫敦。他曾就讀於愛丁堡大學。他出演過眾多電影和電視劇。